# 岡田彰布
岡田彰布（日语：／ Okada Akinobu，1957年11月25日—），是日本大阪府大阪市出身的職業棒球選手和監督，生涯效力阪神虎。
2022年已經決定接下阪神隊兵符，2023年球季正式成為阪神隊的新任一軍總教練。

## 背號
- 16 （1980年－1993年）
- 80 （1998年－2008年、2022年-）

## 外部連結
- 岡田彰布在日本職棒（英语）
- 岡田彰布在Baseball-Reference.com（小聯盟以及海外聯盟）（英语）